# Supercoupe d'Allemagne masculine de handball
La Supercoupe d'Allemagne masculine de handball est une compétition de handball en Allemagne disputée annuellement depuis 1994. Elle oppose le Champion d'Allemagne et le vainqueur de la coupe d'Allemagne de la saison précédente. Dans le cas où une équipe cumule les deux titres, c'est le finaliste de la coupe qui est opposé au champion.
Traditionnellement, il s'agit de la première compétition de la saison et elle se dispute dans différentes villes suivant l'année. Avec 13 victoires, le THW Kiel est le club le plus titré.

## Palmarès
En gras, le vainqueur de la Supercoupe.

Derrière chaque équipe, le statut est précisé :
- Ch : Champion d'Allemagne,
- C : Vainqueur de la Coupe d'Allemagne,
- VC : vice-champion d'Allemagne,
- FC : finaliste de la Coupe d'Allemagne.

| #  | Date               | Lieu       | Équipe 1 (statut)           | Équipe 2 (statut)            | Score     |
| -- | ------------------ | ---------- | --------------------------- | ---------------------------- | --------- |
| 1  | 17 août 1994       | Coblence   | THW Kiel Ch                 | SG Wallau-Massenheim C       | 20 – 24   |
| 2  | 2 septembre 1995   | Kiel       | THW Kiel Ch                 | TBV Lemgo C                  | 27 – 24ap |
| 3  | 8 septembre 1996   | Berlin     | THW Kiel Ch                 | SC Magdebourg C              | 23 – 26   |
| 4  | 6 septembre 1997   | Hambourg   | TBV Lemgo Ch,C              | SG Flensburg-Handewitt VC    | 35 – 33ap |
| 5  | 6 septembre 1998   | Coblence   | THW Kiel Ch,C               | TV Niederwürzbach FC         | 22 – 20   |
| 6  | 19 août 1999       | Hanovre    | THW Kiel Ch,C               | TBV Lemgo FC                 | 24 – 25   |
| 7  | 9 août 2000        | Hanovre    | THW Kiel Ch,C               | SG Flensburg-Handewitt FC    | 19 – 20   |
| 8  | 5 septembre 2001   | Hanovre    | SC Magdebourg Ch            | VfL Bad Schwartau C          | 28 – 25   |
| 9  | 4 septembre 2002   | Hanovre    | THW Kiel Ch                 | TBV Lemgo C                  | 26 – 34   |
| 10 | 27 août 2003       | Dessau     | TBV Lemgo Ch                | SG Flensburg-Handewitt C     | 32 – 28   |
| 11 | 8 septembre 2004   | Dessau     | SG Flensburg-Handewitt Ch,C | HSV Hambourg FC              | 24 – 25   |
| 12 | 30 août 2005       | Munich     | THW Kiel Ch                 | SG Flensburg-Handewitt C     | 36 – 34   |
| 13 | 22 août 2006       | Munich     | THW Kiel Ch                 | HSV Hambourg C               | 35 – 39   |
| 14 | 21 août 2007       | Munich     | THW Kiel Ch,C               | SG Kronau-Östringen FC       | 41 – 31   |
| 15 | 30 août 2008       | Munich     | THW Kiel Ch,C               | HSV Hambourg FC              | 33 – 28   |
| 16 | 1er septembre 2009 | Nuremberg  | THW Kiel Ch,C               | HSV Hambourg VC              | 28 – 35   |
| 17 | 24 août 2010       | Munich     | THW Kiel Ch                 | HSV Hambourg C               | 26 – 27   |
| 18 | 30 août 2011       | Munich     | HSV Hambourg Ch             | THW Kiel C                   | 23 – 24   |
| 19 | 21 août 2012       | Munich     | THW Kiel Ch,C               | SG Flensburg-Handewitt VC,FC | 29 – 26   |
| 20 | 20 août 2013       | Brême      | THW Kiel Ch,C               | SG Flensburg-Handewitt VC,FC | 26 – 29   |
| 21 | 19 août 2014       | Stuttgart  | THW Kiel Ch                 | Füchse Berlin C              | 24 – 18   |
| 22 | 19 août 2015       | Stuttgart  | THW Kiel Ch                 | SG Flensburg-Handewitt C     | 27 – 26   |
| 23 | 31 août 2016       | Stuttgart  | Rhein-Neckar Löwen Ch       | SC Magdebourg C              | 27 – 24   |
| 24 | 23 août 2017       | Stuttgart  | Rhein-Neckar Löwen Ch       | THW Kiel C                   | 33 – 31   |
| 25 | 22 août 2018       | Düsseldorf | SG Flensburg-Handewitt Ch   | Rhein-Neckar Löwen C         | 26 – 33   |
| 26 | 21 août 2019       | Düsseldorf | SG Flensburg-Handewitt Ch   | THW Kiel C                   | 32-31 tab |
| 27 | 26 septembre 2020  | Düsseldorf | THW Kiel Ch                 | SG Flensburg-Handewitt VC    | 28 – 24   |
| 28 | 4 septembre 2021   | Düsseldorf | THW Kiel Ch                 | TBV Lemgo C                  | 30 – 29   |
| 29 | 31 août 2022       | Düsseldorf | SC Magdebourg Ch            | THW Kiel C                   | 33 – 36   |
| 30 | 23 août 2023       | Düsseldorf | THW Kiel Ch                 | Rhein-Neckar Löwen C         | 37-36 tab |
| 31 | 31 août 2024       | Düsseldorf | SC Magdebourg Ch,C          | Füchse Berlin VC             | 30 – 32   |

## Bilan
| Rang  | Club                   | Finales gagnées | Finales gagnées                                                                | Finales perdues | Finales perdues                                            |
| Rang  | Club                   | Nombre          | Années                                                                         | Nombre          | Années                                                     |
| ----- | ---------------------- | --------------- | ------------------------------------------------------------------------------ | --------------- | ---------------------------------------------------------- |
| 1     | THW Kiel               | 13              | 1995, 1998, 2005, 2007, 2008, 2011, 2012, 2014, 2015, 2020, 2021, 2022 et 2023 | 11              | 1994, 1996, 1999, 2000, 2002, 2006, 2009, 2010, 2013, 2019 |
| 2     | HSV Hambourg           | 4               | 2004, 2006, 2009, 2010                                                         | 2               | 2008, 2011                                                 |
| 3     | TBV Lemgo              | 4               | 1997, 1999, 2002, 2003                                                         | 2               | 1995, 2021                                                 |
| 4     | SG Flensburg-Handewitt | 3               | 2000, 2013, 2019                                                               | 8               | 1997, 2003, 2004, 2005, 2012, 2015, 2018, 2020             |
| 5     | Rhein-Neckar Löwen     | 3               | 2016, 2017, 2018                                                               | 2               | 2007 et 2023                                               |
| 6     | SC Magdebourg          | 2               | 1996, 2001                                                                     | 2               | 2016, 2022, 2024                                           |
| 7     | Füchse Berlin          | 1               | 2024                                                                           | 1               | 2014                                                       |
| 8     | SG Wallau-Massenheim   | 1               | 1994                                                                           | 0               | -                                                          |
| 9     | TV Niederwürzbach      | 0               | -                                                                              | 1               | 1998                                                       |
| 9     | VfL Bad Schwartau      | 0               | -                                                                              | 1               | 2001                                                       |
| Total | Total                  | 31              | 1994-2024                                                                      | 31              | 1994-2024                                                  |